# Ronde van Spanje 2014/Tweede etappe
De tweede etappe van de Ronde van Spanje 2014 werd gereden op 24 augustus 2014. Het was een vlakke etappe langs de Spaanse zuidkust van 174 kilometer van Algeciras naar San Fernando.
Een vijftal rijders ontsnapte vroeg in de etappe, Nathan Haas, Francisco Aramendia, Jacques Janse Van Rensburg, Valerio Conti en Romain Hardy. Haas was als eerste bij de top van de Alto de la Cabrito, de enige beklimming van de dag, en liet zich daarna terugzakken naar het peloton. De andere vier hadden een maximale voorsprong van 5 minuten, maar werden 16 kilometer voor de finish teruggepakt.
De etappe eindigde met een massasprint die werd gewonnen door Nacer Bouhanni met een ruime voorsprong op John Degenkolb. Alejandro Valverde, met de 21e plaats de hoogst geplaatste rijder van Movistar, nam de rode leiderstrui over van zijn teamgenoot Jonathan Castroviejo.
| Rituitslag |                     |                         |          |
| Plaats     | Naam                | Ploeg                   | Tijd     |
| Winnaar    | Nacer Bouhanni      | FDJ.fr                  | 4u01'30" |
| 2          | John Degenkolb      | Giant-Shimano           | z.t.     |
| 3          | Roberto Ferrari     | Lampre-Merida           | z.t.     |
| 4          | Jasper Stuyven      | Trek Factory Racing     | z.t.     |
| 5          | Francesco Lasca     | Caja Rural              | z.t.     |
| 6          | Oscar Gatto         | Cannondale              | z.t.     |
| 7          | Jawhen Hoetarovitsj | AG2R-La Mondiale        | z.t.     |
| 8          | Tom Boonen          | Omega Pharma-Quick-Step | z.t.     |
| 9          | Moreno Hofland      | Belkin                  | z.t.     |
| 10         | Matteo Pelucchi     | IAM Cycling             | z.t.     |

| Klassement |                      |                 |          |
| Plaats     | Naam                 | Ploeg           | Tijd     |
| Rode trui  | Alejandro Valverde   | Movistar        | 4u15'43" |
| 2          | Nairo Quintana       | Movistar        | z.t.     |
| 3          | Andrey Amador        | Movistar        | z.t.     |
| 4          | Jonathan Castroviejo | Movistar        | z.t.     |
| 5          | Imanol Erviti        | Movistar        | z.t.     |
| 6          | Gorka Izagirre       | Movistar        | z.t.     |
| 7          | Oscar Gatto          | Cannondale      | + 0'06"  |
| 8          | Michael Matthews     | Orica-GreenEdge | z.t.     |
| 9          | Damiano Caruso       | Cannondale      | z.t.     |
| 10         | Maciej Bodnar        | Cannondale      | z.t.     |

| Puntenklassement |                 |               |        |
| Plaats           | Naam            | Ploeg         | Punten |
| Groene trui      | Nacer Bouhanni  | FDJ.fr        | 25     |
| 2                | John Degenkolb  | Giant-Shimano | 20     |
| 3                | Roberto Ferrari | Lampre-Merida | 16     |

| Bergklassement        |                   |               |        |
| Plaats                | Naam              | Ploeg         | Punten |
| Bolletjestrui (blauw) | Nathan Haas       | Garmin-Sharp  | 3      |
| 2                     | Kristian Sbaragli | MTN-Qhubeka   | 2      |
| 3                     | Valerio Conti     | Lampre-Merida | 1      |

1e etappe ·
2e etappe ·
3e etappe ·
4e etappe ·
5e etappe ·
6e etappe ·
7e etappe ·
8e etappe ·
9e etappe ·
10e etappe ·
11e etappe ·
12e etappe ·
13e etappe ·
14e etappe ·
15e etappe ·
16e etappe ·
17e etappe ·
18e etappe ·
19e etappe ·
20e etappe ·
21e etappe
Startlijst · Eindstanden · Afbeeldingen